# Masoveria del Noguer (Tavertet)
La Masoveria del Noguer o Casa de Sorerols és una masia de Tavertet (Osona) inclosa a l'Inventari del Patrimoni Arquitectònic de Catalunya.

## Descripció
Masia assentada damunt la roca viva que es troba a pocs metres de l'església de Sant Miquel de Soresols. És de planta rectangular, coberta a dues vessants i amb el carener perpendicular a llevant on hi ha un portal rectangular amb un arc de descarrega al damunt fet amb carreus carejats. Al primer pis s'hi obren dues finestres i a tramuntana dues més; en aquest sector hi ha una construcció mig enrunada. A migdia hi ha una finestra amb llinda que diu: JOAN NOGER, i un cos semicircular que sobresurt de la construcció i que segurament és on s'ubica l'antic forn. A ponent els murs són gairebé cecs, només hi ha una finestra. És construïda en pedra.

## Història
Malgrat trobar-se tant a prop de l'església, tot sembla indicar que no es la rectoria, ja que no ha viscut cap capellà prop de l'església des del segle XIV; el darrer rector fou mossèn Jaume Cases Sobiranes (1316-1331) i a partir de llavors en tingueren cura els rectors de Tavertet.
No hi ha cap dada constructiva que permeti datar la construcció del mas, només es té notícia de que és una masoveria del mas el Noguer, del qual hi ha notícies al segle xvi i segurament anteriors. Avui roman abandonada perquè els antics masovers contribuïren a migrar el patrimoni de l'església.